# Heterochelus concinnus
Heterochelus concinnus är en skalbaggsart som beskrevs av Louis Albert Péringuey 1902. Heterochelus concinnus ingår i släktet Heterochelus och familjen Melolonthidae. Inga underarter finns listade i Catalogue of Life.